# 1102
1102 (MCII) fue un año común comenzado en miércoles del calendario juliano.

## Acontecimientos
- Fin del efímero reino cristiano de Valencia creado por El Cid, al abandonar la ciudad su viuda, Doña Jimena ante la falta de asistencia por parte del rey de Castilla.
- Comienza la construcción de la catedral románica de Santa María de Olorón.

## Nacimientos
- Matilde de Inglaterra, hija del rey Enrique I de Inglaterra y futura esposa de Enrique V emperador del Sacro Imperio.

## Fallecimientos
- Ermengol V de Urgel, conde de Urgel.
- Guislaberto II de Rosellón, conde de Rosellón.